# Каралачик
Каралачик (баш. Ҡораласыҡ) — село в Федоровском районе Республики Башкортостан Российской Федерации. Административный центр Каралачикского сельсовета. Известно с 1737 года.

## География
Расстояние до районного центра (Фёдоровка): 12 км, ближайшей ж/д станции (Мелеуз): 59 км. Село расположено на реке Большая Балыклы, притоке Ашкадара. В селе имеются основная школа, детсад, фельдшерско-акушерский пункт, ДК, библиотека, мечеть.

## Население
| 2002 | 2009 | 2010 |
| ---- | ---- | ---- |
| 638  | →638 | ↘553 |

Население на 2002 год — татары.

## Религия
В селе есть мечеть.